# The Fullerton Hotel
The Fullerton Hotel ist ein Hotel in Singapur und liegt an der Mündung des Singapore River in die Marina Bay. Im Rahmen des 100-jährigen Stadtgründungs-Jubiläums 1919 entstand die Idee für das Gebäude, das zwischen 1924 und 1928 errichtet wurde und erst seit 2001 seinem heutigen Zweck als Hotel dient. Es ist nach dem ersten Gouverneur der britischen Straits Settlements, Sir Robert Fullerton, benannt.

## Geschichte
An der Stelle des heutigen Gebäudes wurde 1829 das Fort Fullerton errichtet, benannt nach dem damals amtierenden Gouverneur (1826–1830) Robert Fullerton, um die Stadt zu verteidigen. Über die Jahre wurde das Fort mehrmals erweitert und führte 1843 auch zur Zerstörung eines Felsbrockens, auf dem altertümliche Inschriften zu lesen waren (Singapur-Stein). 1859 betrug es bereits das Dreifache seiner ursprünglichen Größe.
Im Juni 1872 stellte die Regierung der (mittlerweile zur britischen Kronkolonie ernannten) Straits Settlements, den Nutzen von Forts im Allgemeinen in Frage. Dies führte zum Abriss des Fort Fullertons, der im Juni 1873 abschlossen wurde. Es wich dem 1874 eröffneten General Post Office und dem 1879 fertiggestellten Exchange Building, das die Handelskammer von Singapur sowie den Singapore Club beherbergte.
Nachdem Südostasien weitestgehend vom Ersten Weltkrieg (1914–1918) verschont geblieben war, fanden 1919 die Feierlichkeiten zum 100-jährigen Bestehen Singapurs statt. In diesem Rahmen entstand die Idee für ein „Monument, das der Stadt angemessen ist“ (Sir Laurence Guillemard, ab 1920 Gouverneur), das den neuen Reichtum und die Bedeutung Singapurs widerspiegeln sollte. Der mit dem Design beauftragte Londoner Architekt Major P. Hubert Keys stellte sein Konzept, das von klassischer griechischer Architektur inspiriert war, 1920 in Singapur vor. Nach Jahren der Kontroverse über Kosten und Extravaganz des Vorhabens, erfolgte 1924 schließlich die Grundsteinlegung.
Am 27. Juni 1928 wurde das Fullerton Building durch Gouverneur Sir Hugh Clifford eröffnet, der sich bei der Namensgebung abermals auf Robert Fullerton bezog. Die Kosten beliefen sich auf 4,75 Millionen Singapur-Dollar. Das Postamt fand hier – wie auch Handelskammer und Singapore Club – seine neue, alte Heimat und zog wenige Wochen nach Eröffnung in das Erd- und Untergeschoss des Gebäudes ein. Auch Regierungsbüros fanden Platz im Fullerton Building.
Während des Zweiten Weltkriegs diente es in den letzten Tagen vor dem Fall Singapurs, als Krankenhaus und Zufluchtsort der alliierten Soldaten. Im Anschluss nutzten es die Japaner als Militärbasis.
Zwischen 1982 und 1985 fanden die ersten größeren Renovierungsarbeiten statt. Die große Transformation wurde jedoch gegen Ende des 20. Jahrhunderts eingeläutet und 1996 wurde das Gebäude und das umliegende Land ausgeschrieben und von Sino Land für 110 Mio. Singapur-Dollar erworben. Die bisherigen Mieter wie das Postamt hatten das Gebäude mittlerweile verlassen, sodass die Bauarbeiten 1997 beginnen konnten. Das Unternehmen investierte weitere 290 Mio. Singapur-Dollar, um das unter Denkmalschutz stehende Gebäude in ein 5-Sterne-Hotel mit 400 Zimmern umzuwandeln. Dieses nahm am 20. Dezember 2000 den Betrieb auf und wurde offiziell am 1. Januar 2001 eröffnet.
Am 7. Dezember 2015 wurde das Gebäude zum National Monument ernannt.

## Erweiterungen
Am 14. Dezember 1958 wurde auf dem Dach des Fullerton Buildings ein Leuchtturm errichtet, das den Schiffsverkehr leiten sollte. Am 30. Dezember 1979 wurde er wieder entfernt, da die neu entstandenen Hochhäuser die Sicht darauf versperrten.
Am 15. September 1972 wurde die Merlion Statue zunächst in der Nähe der Fundstelle des Singapur-Steins (nördlich des Gebäudes, nahe der Anderson Bridge) aufgestellt. Nach dem Bau der Esplanade Bridge 1997 war nun aber die Sicht eingeschränkt und es erfolgte im April 2002 der Umzug an seinen heutigen Standort, den Merlion-Park der östlich vor dem Hotel an der Marina Bay liegt.
Zum Hotel-Komplex gehört zudem das 2010 gebaute Fullerton Bay Hotel mit 100 weiteren Zimmern, das etwa 200 m südlich liegt, sowie das bereits 1940 gebaute Waterboat House das unmittelbar nordöstlich angrenzt und heute als Restaurant dient. Des Weiteren befinden sich entlang des Ufers (von Süd nach Nord) noch die Restaurants und Entertainment Standorte Customs House, Clifford Peer, The Fullerton Pavillon und One Fullerton.

## Galerie

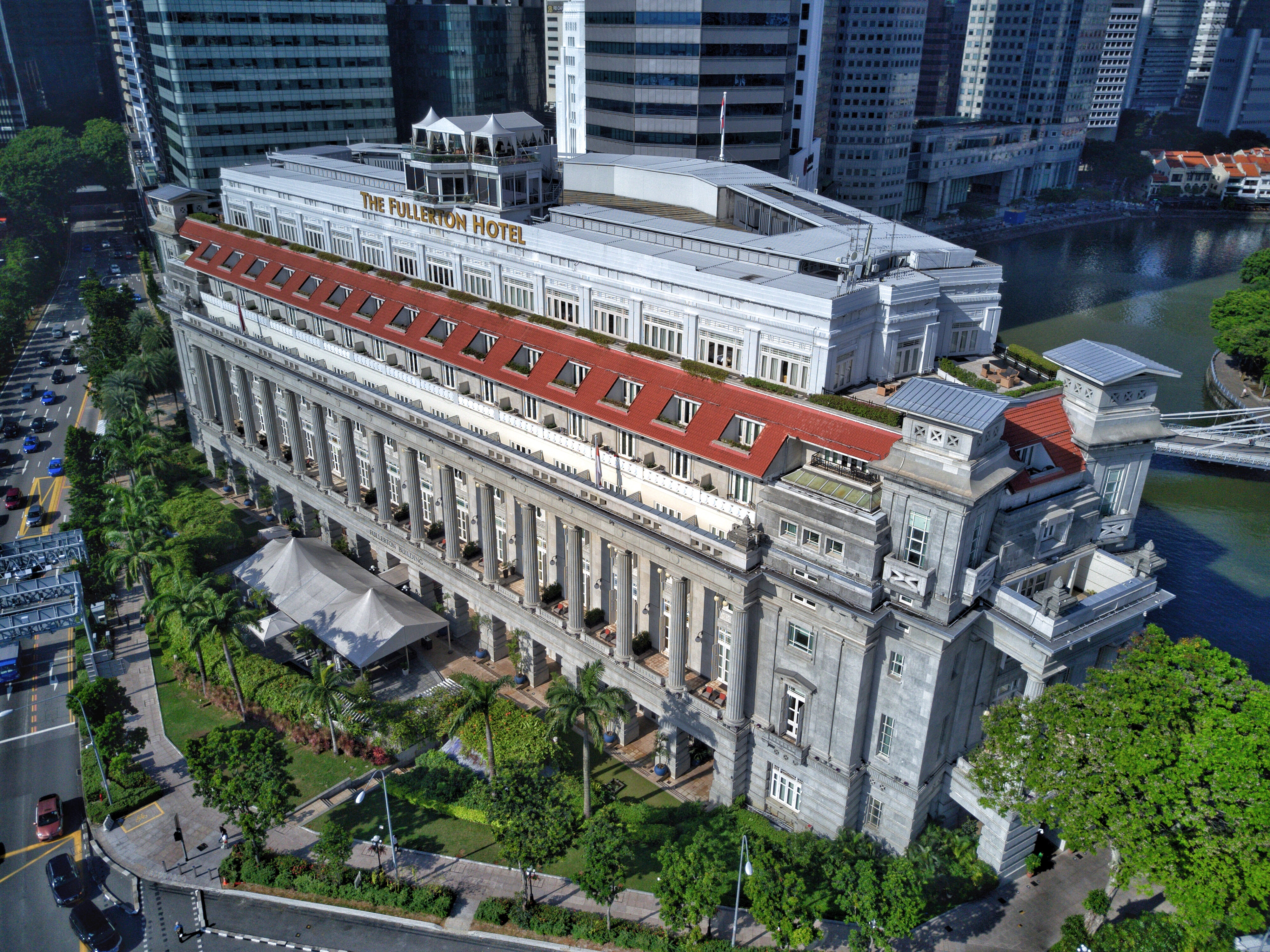
Luftaufnahme des Hotels
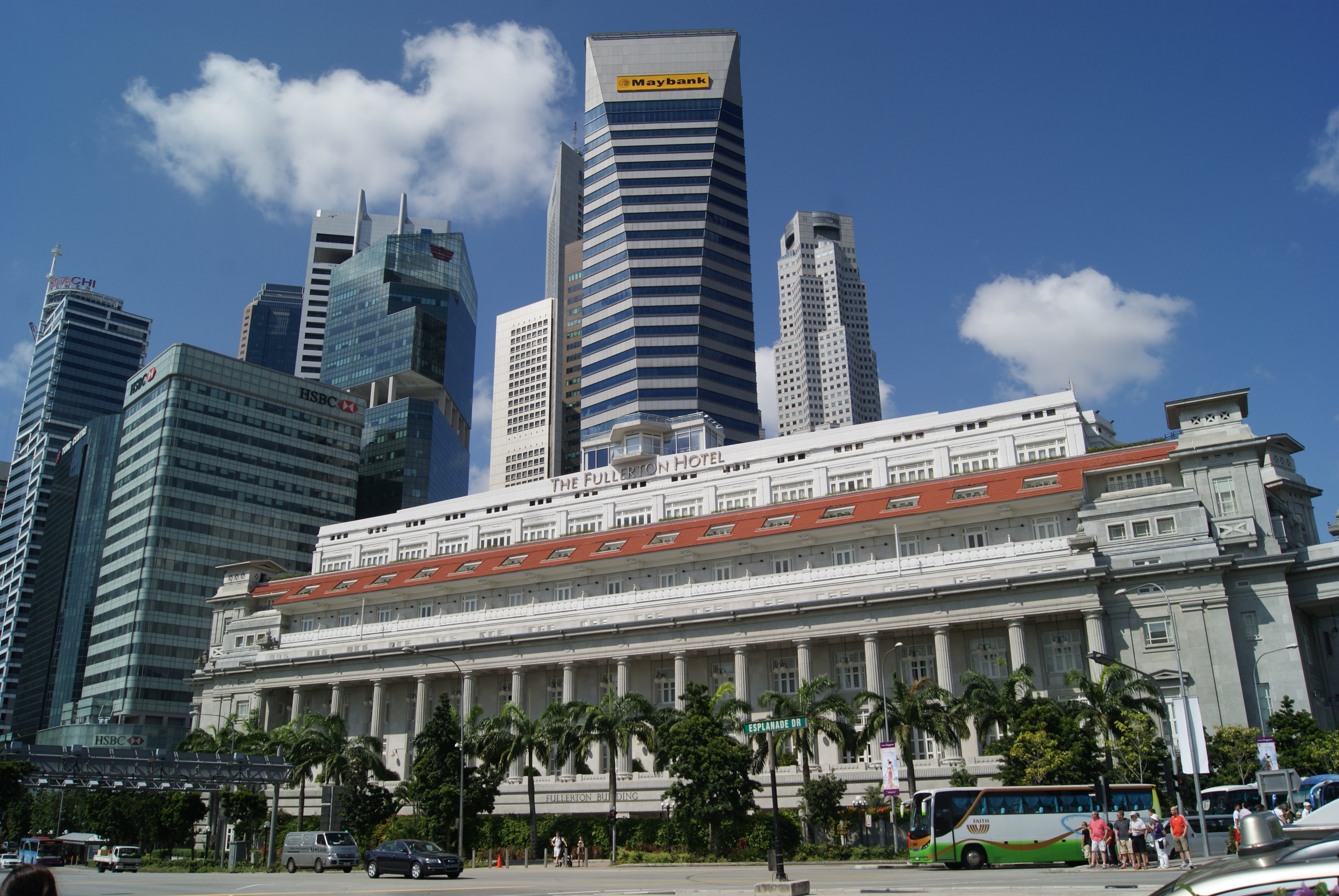
Blick von der Esplanade Bridge
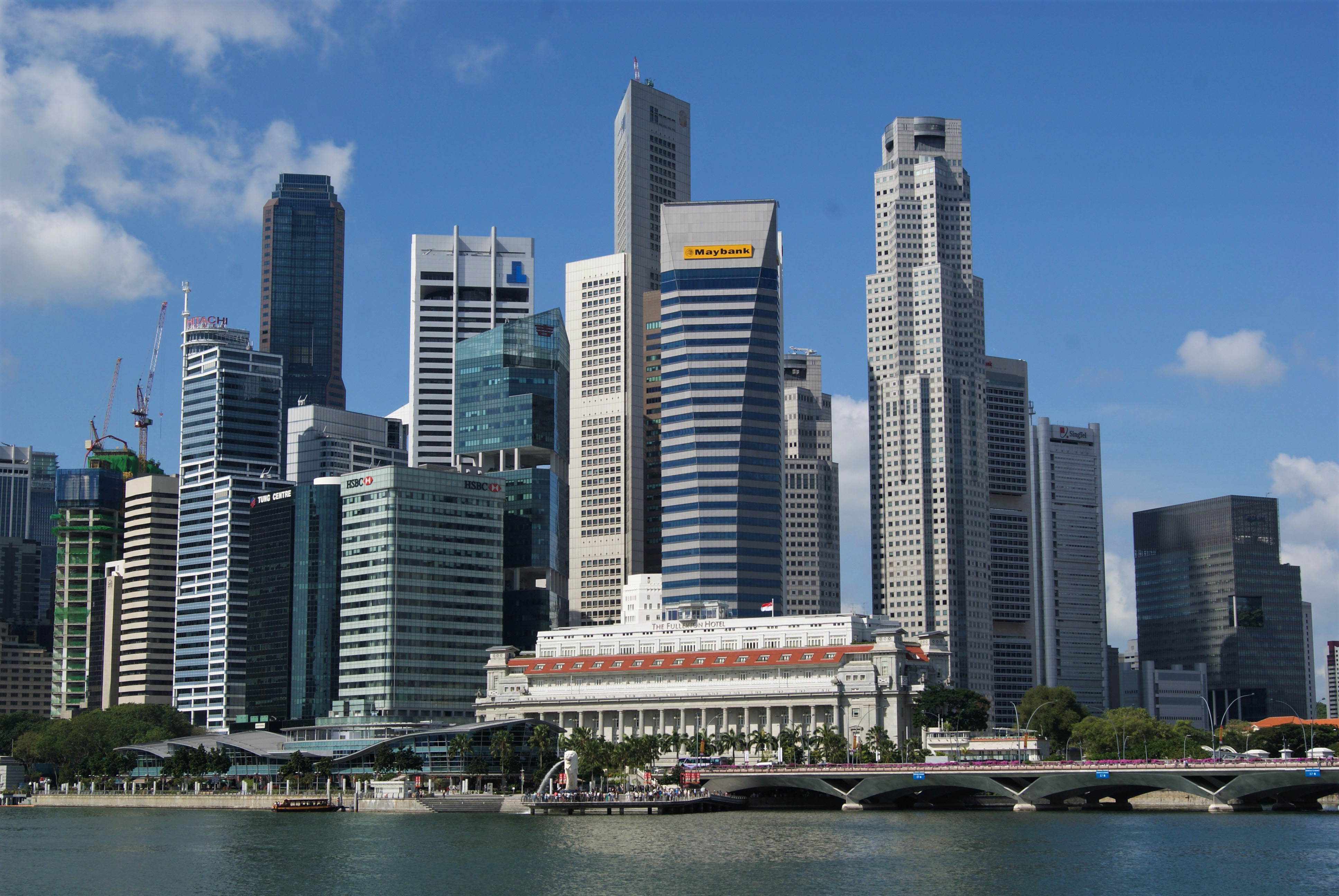
Blick von der Esplanade mit Skyline im Hintergrund und Merlion im Vordergrund
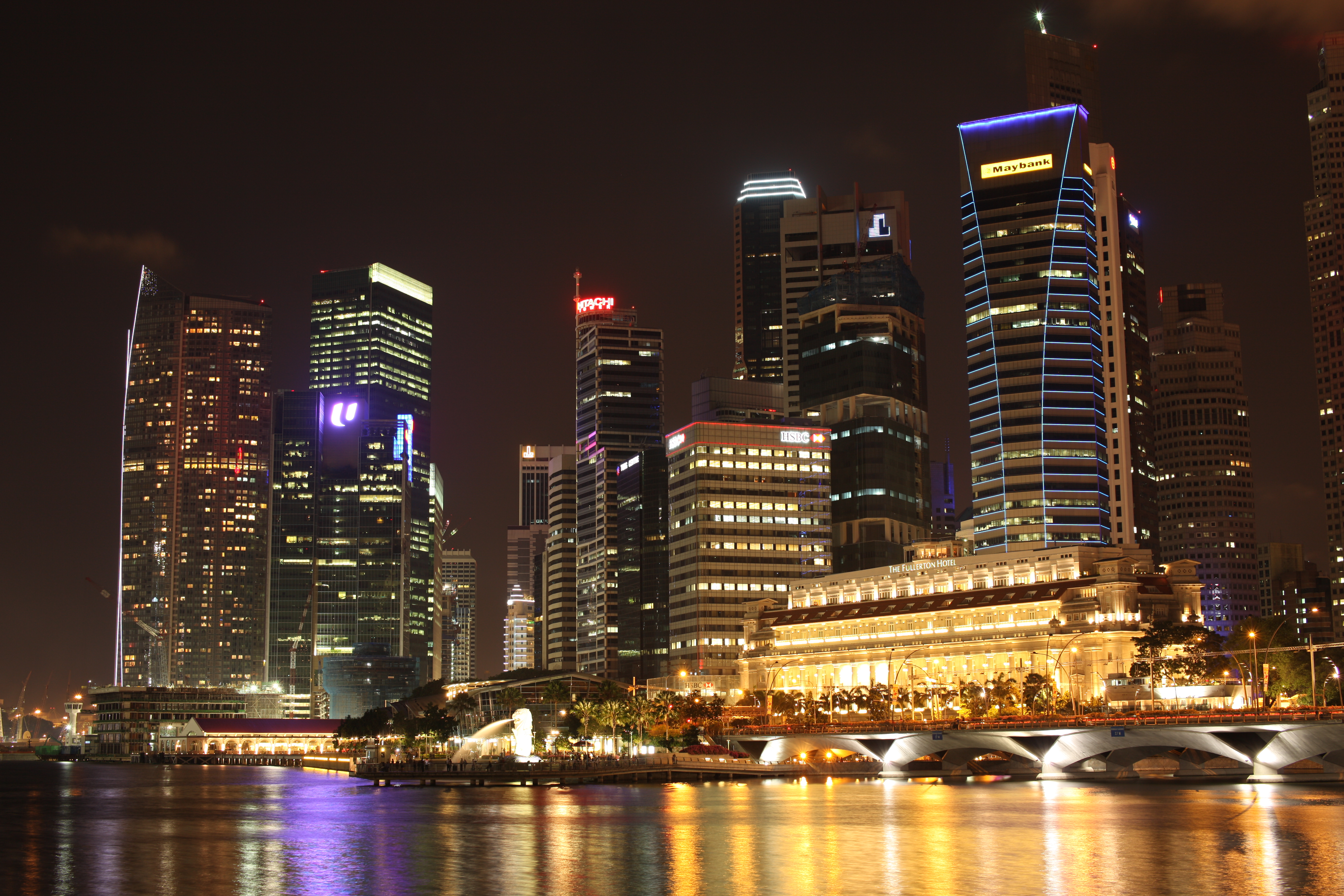
Blick von der Esplanade bei Nacht
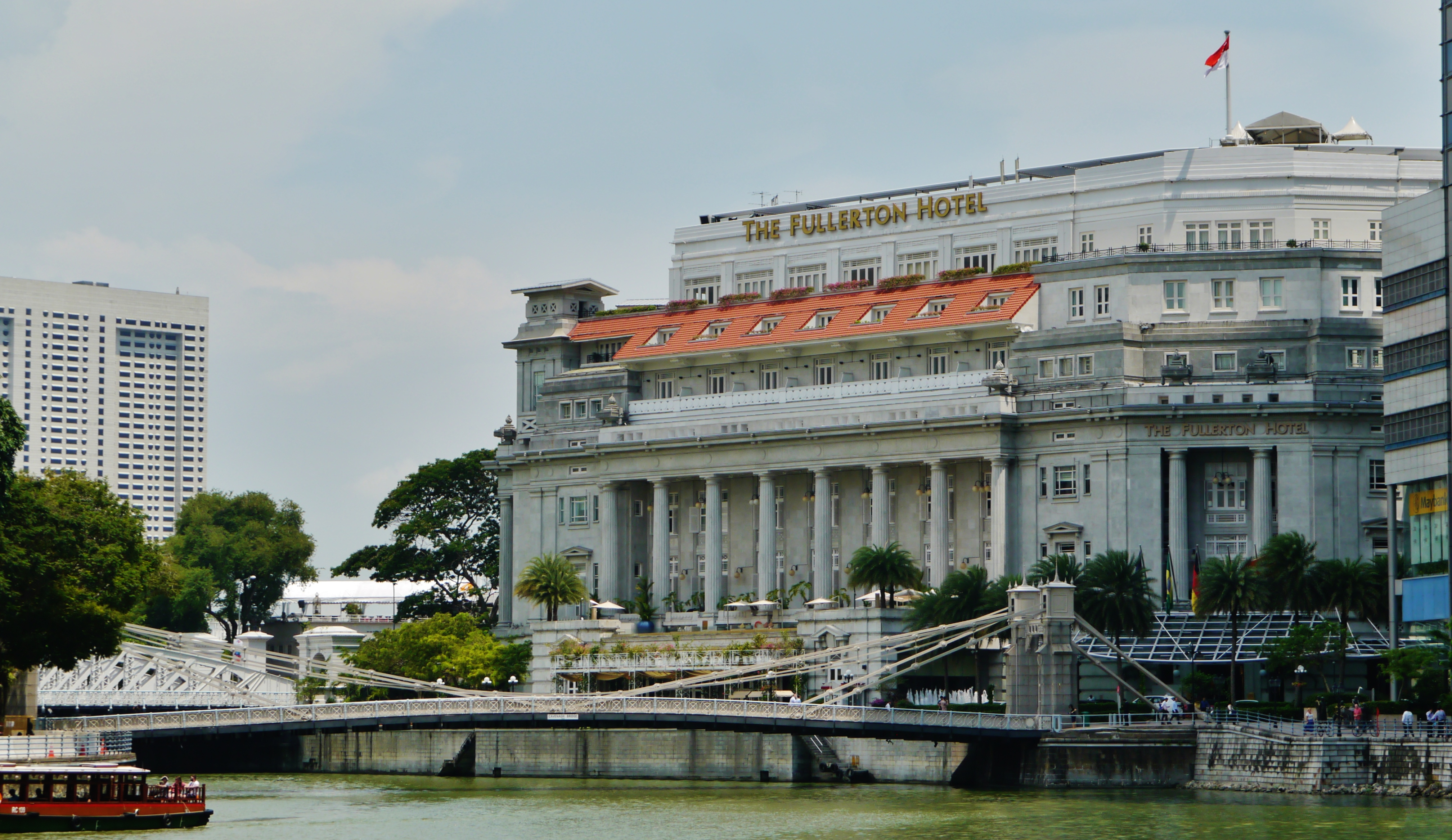
Blick vom Singapore River mit Cavenagh Bridge im Vordergrund